# Uffington
Uffington es una localidad situada en el condado de Oxfordshire, en Inglaterra, Reino Unido. Cuenta con una población estimada a mediados de 2016 de 772 habitantes.
Se encuentra ubicada al noroeste de la región Sudeste de Inglaterra, cerca de la frontera con las regiones Midlands del Este y Midlands del Oeste, de la ciudad de Oxford —la capital del condado—, del río Támesis, y al noroeste de Londres.

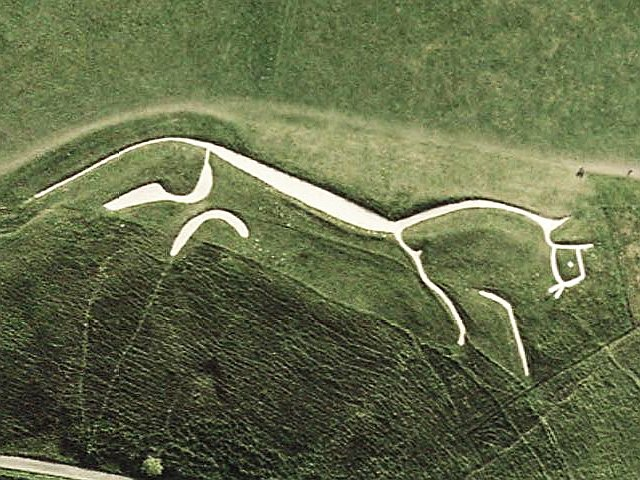
Vista aérea del Caballo Blanco de Uffington.

La localidad es famosa porque en sus inmediaciones se encuentra la figura de colina del Caballo Blanco de Uffington y el castillo de Uffington, fortificación de la edad de Bronce.